# Adelegg
Die Adelegg ist eine bis 1129 m ü. NHN hohe, 112 km² große und überwiegend bewaldete Berglandschaft unmittelbar nördlich der Allgäuer Alpen, die innerhalb des Westallgäus im baden-württembergischen Landkreis Ravensburg und im bayerischen Landkreis Oberallgäu liegt.

## Geologie und Geographie

### Geologie
Die Adelegg liegt nordwestlich der Allgäuer Voralpen und wird als Teil einer Übergangslandschaft im Subalpinen Jungmoränenland aufgefasst, zu der auch Berge wie der Pfänder oder die Salmaser Höhe gerechnet werden. Die Adelegg ist dabei kein Ausläufer des alpinen Faltengebirges, obwohl sie die Höhen des eigentlichen Jungmoränenlandes deutlich übersteigt. Sie gehört vielmehr als ein Teil eines Schwemmkegels bereits zu dem zwischen Alpen und Schwäbischer Alb sich erstreckenden Molassebecken, wo sie zwar noch unter den Einfluss der tektonischen Prozesse der Alpenbildung kam, aber nur morphologisch unbedeutende Faltungen erfuhr. Das Molassebecken nahm über viele Millionen Jahre hinweg Material auf, das in den sich hebenden Alpen erodiert worden war – die sogenannte Alpenmolasse. Die konglomeratische Molasse („Nagelfluh“) der Adelegg gehört zur Oberen Süßwassermolasse und ist somit im Miozän abgelagert worden. Sie repräsentiert, ebenso wie die konglomeratische Molasse des Hochgrats, den Schwemmfächer der Ur-Iller (Hochgrat-Adelegg-Fächer). Die Ur-Iller führte Material von Süden aus den Zentralalpen heran und trat etwa 10 km westlich des Tals der heutigen Iller ins Alpenvorland ein. Der südlich der Adelegg gelegene Hochgrat gehört folglich zwar auch noch zum Molassebecken, aber seine Molasse repräsentiert ein älteres Stadium des Hochgrat-Adelegg-Fächers (Untere Süßwassermolasse, spätes Oligozän) und wurde – anders als die Adelegg – noch deutlich von spätalpidischer Faltung erfasst. Man nennt diese Formationen auch Faltenmolasse. An ihr ist zwar das Gesamtgebiet der Übergangslandschaft "Nagelfluhhöhen und Senken" beteiligt, die Adelegg als deren nördlicher Ausläufer aber im Wesentlichen nicht mehr.gesamter Absatz nach  und 

### Lage
Die Adelegg umschließt den Oberlauf der Eschach und deren rechten Nebenfluss Kürnach. Entlang ihrer Südseite fließt die Wengener Argen und mündet in die Untere Argen, deren Becken bei Isny den westlich gelegenen Höhenrücken der Adelegg begrenzt. Nordwestlich hat die Hofser Ach in Quellbächen am Rande des zur Adelegg gehörigen Hohentanner Waldes ihren Oberlauf, östlich die Rohrach bei Wiggensbach. Oberer und Unterer Stadtwald von Leutkirch, die sich weiter weg im Nordwesten anschließen, gehören nicht mit zur Adelegg (geologisch sind sie Moränen aus der Risseiszeit).

### Naturräumliche Zuordnung und Gliederung

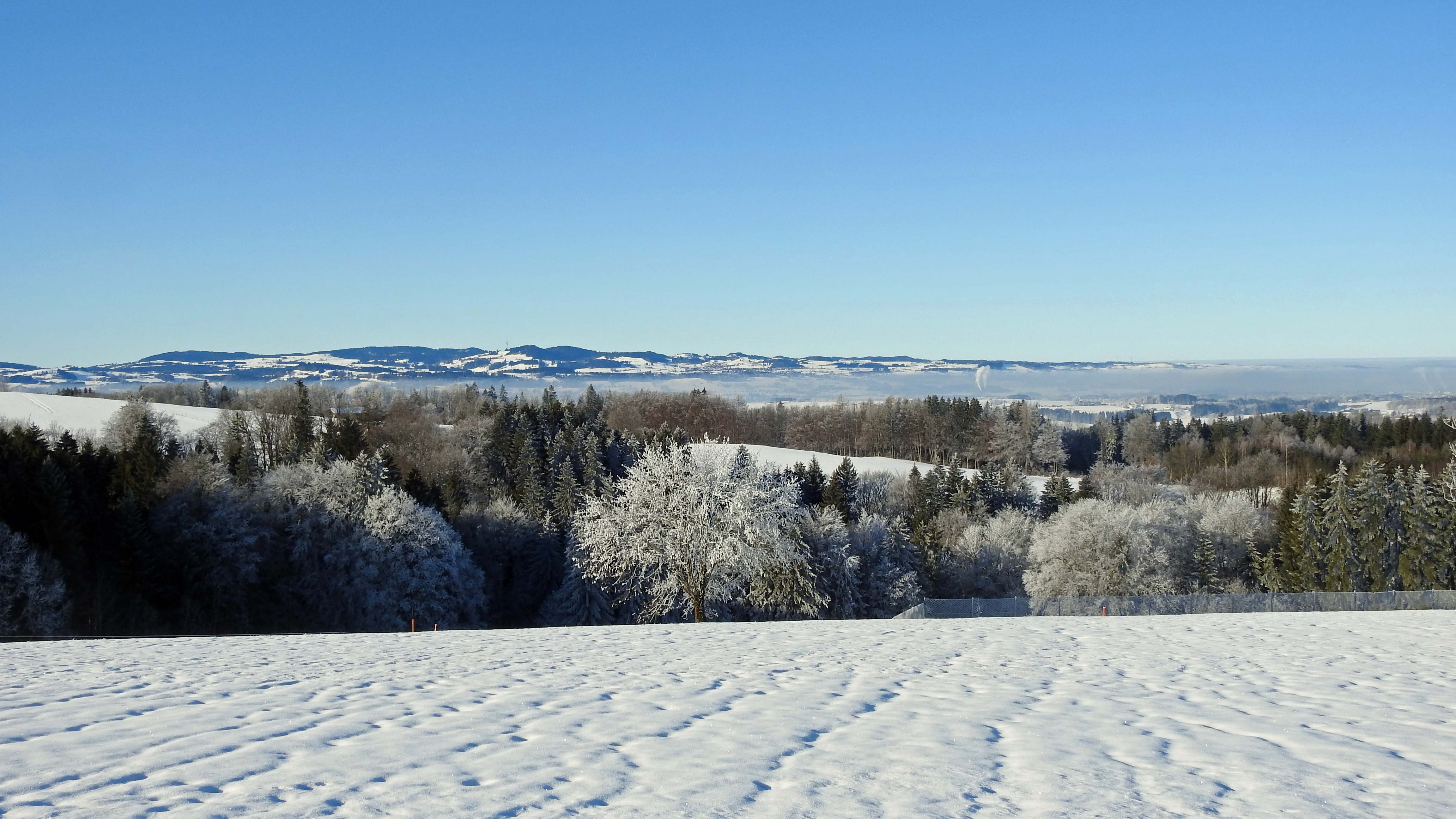
Blick von Hochgreut (912 m) über das Illertal mit Kempten (Nebel) zur Adelegg von Osten mit Hohenkapf, Kürnacher Wald, Blender und Hohentanner Wald (v. l. n. r.)

Die Gebirgslandschaft bildet im Alpenvorland in der naturräumlichen Haupteinheitengruppe Nagelfluhhöhen und Senken zwischen Bodensee und Isar (Nr. 02) die Haupteinheit Adelegg (023), die sich in die Untereinheiten Hohe (Südliche) Adelegg (023.0) unter anderem mit dem Gebirgszug Adelegg im Südwesten und in Nordöstliche Adelegg (023.1) im Nordosten und Nordwestliche Adelegg (023.2) im Norden aufgliedert.
Die Bezeichnung Adelegg wird aber meist nur für den in Württemberg gelegenen Gebirgszug Adelegg verwendet, doch zur (gleichnamigen) Landschaft des Mittelgebirges Adelegg gehören auch der nordnordöstlich dieses Gebirgszugs gelegene Hohentanner Wald, der nordöstlich befindliche Kürnacher Wald und der östlich liegende Buchenberger Wald. Südlich schließt sich – nicht mehr zu dieser Landschaft gezählt – jenseits der Wengener Argen der Gebirgskamm Sonneneck an.

### Berge
Der höchste Berg des Gebirgszugs Adelegg auf württembergischem Gebiet ist der Schwarze Grat, dessen Kuppe sich wenige Meter nordwestlich der bayerischen Grenze befindet und den höchsten Berg im Regierungsbezirk Tübingen darstellt. Dieser Gipfel und weitere Berge und Erhebungen sowie deren Ausläufer innerhalb des Gebirgszugs Adelegg und der teilweise noch höheren Landschaft Adelegg sind – sortiert nach Höhe in Meter (m) über Normalhöhennull (NHN) (BW = Baden-Württemberg; BY = Bayern):
- Ursersberg (ca. 1129 m), 1,4 km nordwestlich von Buchenberg-Eschach, BY, höchster Berg des Kürnacher Walds
- Hohenkapf (ca. 1121,1 m), 2,3 km südwestlich von Buchenberg-Eschach, BY, höchster Berg des Buchenberger Walds
- Schwarzer Grat (1118,5 m), 2,3 km nordnordwestlich von Weitnau-Wengen, BW, höchster Berg der Adelegg auf württembergischem Gebiet
- namenlose Kuppe (960 m), 2,2 km westsüdwestlich von Kimratshofen-Walzlings, BY, höchster Berg des Hohentanner Walds

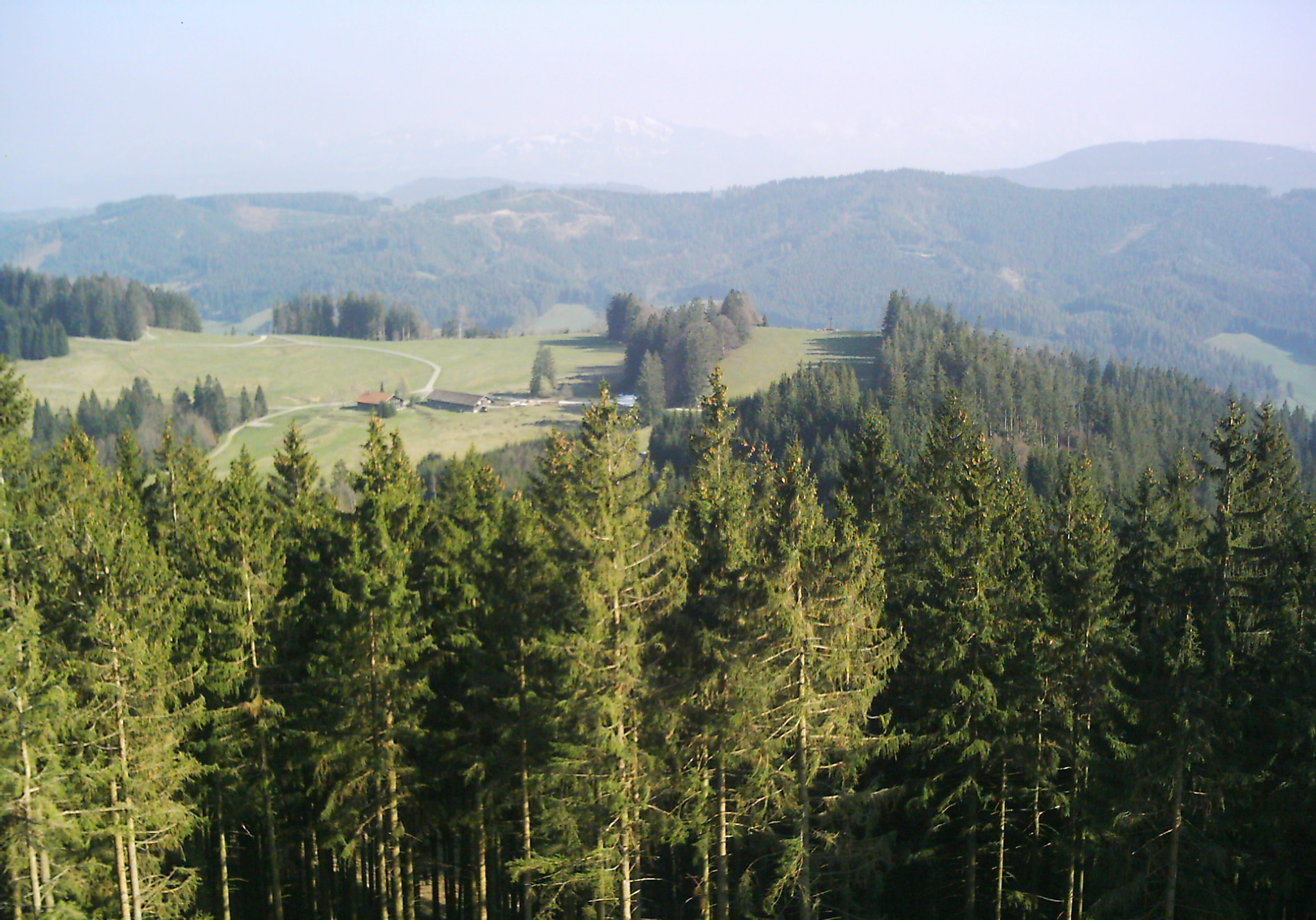
Blick vom Schwarzen Grat nach Südosten vorbei an Wenger Egg-Alpe zum Raggenhorn mit Gipfelkreuz und zum Gebirgskamm Sonneneck im Hintergrund

zudem ausschließlich im Gebirgszug Adelegg:
- Rote Fluh (1090 m), 1 km nordöstlich vom Schwarzen Grat, BW
- Schönbühl (1074,8 m), 400 m nordnordwestlich vom Schwarzen Grat, BW
- Raggenhorn (1056,2 m), 1,4 km nordnordwestlich von Weitnau-Wengen, BW und BY
- Hohkopf (1035,2 m), 2,3 km ostsüdöstlich von Isny-Ratzenhofen, BW
- Wegmannshöhe (1031,8 m), 2,4 km östlich von Isny-Ratzenhofen, BW
- Ochsenkapf (1011,7 m), 1,8 km ostsüdöstlich von Isny-Ratzenhofen, BW
- Steinbergele (1009,2 m), 2 km südöstlich von Rohrdorf, BW
- Schafberg (1008,9 m), 900 m südlich von Isny-Eisenbach, BW
- Rudershöhe (999,2 m), 2,3 km südöstlich von Rohrdorf, BW
- Ölberg (961,8 m), 1,5 km östlich von Rohrdorf, BW
- Herrenberg (931,2 m), 1,8 km nordöstlich von Rohrdorf, BW
- Bärenbühl (930,5 m), 1,2 km nordöstlich von Rohrdorf, BW
- Heidenkapf (918,2 m), 800 m nordnordöstlich von Rohrdorf, BW
- Kapf (885,7 m), 1 km westsüdwestlich von Schmidsfelden, BW

### Gewässer und Wasserscheide
Im an den Gebirgszug Adelegg anschließenden Buchenberger Wald, an dessen Südostrand der Eschacher Weiher liegt, entspringt die Eschach, die ohne diesen Weiher zu durchfließen entlang des Nordostrands des Gebirgszugs in überwiegend nordwestlicher Richtung verläuft und in die Aitrach mündet, deren Wasser über die nordwärts verlaufende Iller in die Donau fließt. Südlich vorbei an der Adelegg fließt in Ost-West-Richtung die Wengener Argen, die in die südwestlich den Gebirgszug in Südost-Nordwest-Richtung passierende Untere Argen fließt, deren Wasser südwestwärts in den Bodensee und damit in den Rhein mündet. Somit liegt die Adelegg auf der Rhein-Donau-Wasserscheide.

## Schutzgebiete

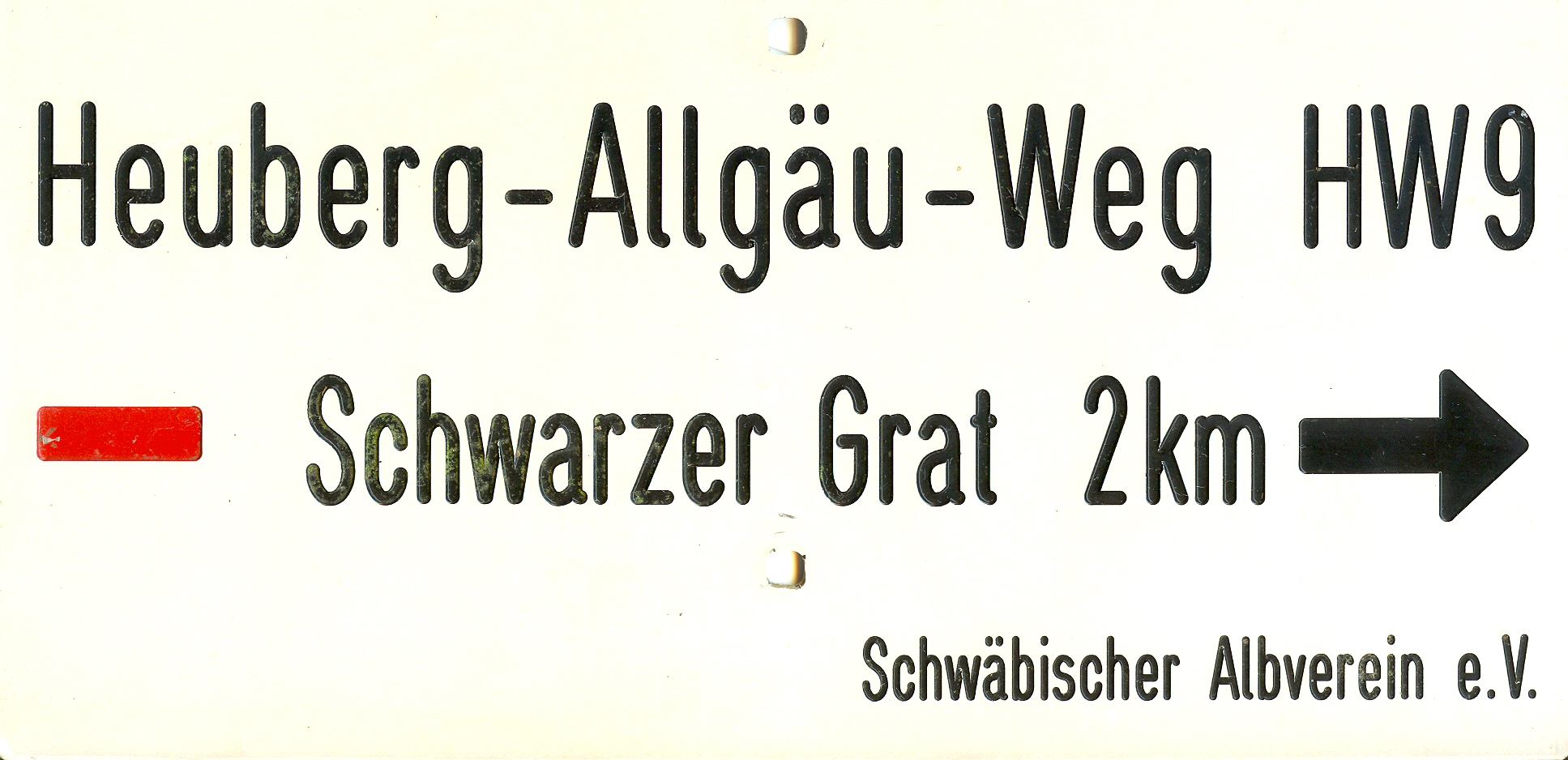
Wegschild in der Adelegg

Kleinteile des Gebirgskamms Adelegg gehören zum mehrteiligen und 6,4 km² großen Fauna-Flora-Habitat-Gebiet Adelegg (FFH-Nr. 8326-341). Großteile liegen im Landschaftsschutzgebiet Adelegg und zugehöriges tertiäres Hügelvorland (CDDA-Nr. 319441), das 68,14 km² groß ist und am 31. März 1994 gegründet wurde, sowie im Vogelschutzgebiet Adelegg (VSG-Nr. 8226-441).

## Wirtschaft und Tourismus
Die Adelegg wird vor allem forstwirtschaftlich und touristisch genutzt. In der Neuzeit, möglicherweise aber schon im Spätmittelalter waren hier verschiedene Glashütten ansässig; noch zu besichtigen ist die Glashütte des ehemaligen Glasmacherdorfs von Schmidsfelden.
Zum Beispiel auf dem 311 km langen Schwarzwald-Schwäbische-Alb-Allgäu-Weg und auf dem 185 km langen Heuberg-Allgäu-Weg kann die Adelegg durchwandert werden. Insbesondere im Landschaftsteil Buchenberger Wald gibt es einige Wintersportmöglichkeiten.
Zu den touristischen Attraktionen gehört auch die Aussicht auf ein breites Alpenpanorama, etwa im Bereich des Eschacher Weihers oder vom Aussichtsturm des Schwarzen Grat aus.